# Gla
A gla a Csillagok háborúja elképzelt univerzumának egyik épülettípusa.

## Leírása
A gla az az épület, amelyben a Yuuzhan Vongok az amphistaffokat tenyésztik. A gla tenyésztőépület hatszög alakú, teteje a mika nevű ásványból van elkészítve.
Y. u. 28-ban a vongosított Coruscant nevű bolygón is volt egy ilyen amphistaffokat tenyésztő központ.

## Megjelenése a könyvekben
A „The New Jedi Order: The Final Prophecy” című könyvben olvashatunk e gla típusú épületekről.

## Fordítás
- Ez a szócikk részben vagy egészben a Gla című Wookieepedia-szócikk fordítása. Az eredeti cikk szerkesztőit annak laptörténete sorolja fel.